# Tristan da Cunha
37°6.38′N 12°17.14′T / 37,10633°N 12,28567°T
Tristan da Cunha (/ˈtrɪstən də ˈkuːnə/) là một nhóm đảo ở xa về phía nam Đại Tây Dương, cách Nam Phi 2816 km (1750 dặm) và cách Nam Mỹ 3360 km (2088 dặm). Nó là lãnh thổ phụ thuộc của lãnh thổ hải ngoại của Anh Saint Helena, cách đó 2173 km (1350 dặm) về phía nam. Lãnh thổ bao gồm đảo chính, Tristan da Cunha (diện tích: 98 km², 38 sq mi), cũng như vài đảo không có người ở: Đảo Inaccessible và Quần đảo Nightingale. Đảo Gough, nằm cách 395 km (245 mi) về phía đông nam của đảo chính, cũng là một phần của lãnh thổ. Tristan da Cunha là quần đảo xa nhất trên thế giới.